# Журавльовонь Числав Григорович
Числав Журавльов (ерз. Журавлёвонь Числав Григорьевич, рос. Вячеслав Григорьевич Журавлёв; *27 квітня 1935, Великий Толкай Подбєльського (тепер Похвистневського) району Куйбишевської (тепер Самарської області) — 18 серпня 2018, м. Москва) — ерзянський поет, член Спілки письменників РФ (з 1996 року), Заслужений поет Республіки Мордовія (2009).

## Біографія
Закінчив Мало-Толкайське педагогічне училище, працював вчителем фізкультури в Чесноковській школі Кошкинського району Куйбишевської області. Після служби в армії (1954-1957) працював на різних посадах у Магаданській області. 1967 року повернувся в Куйбишев, працював вчителем фізкультури, тренером, спортивним суддею. 1975 року закінчив Волгоградський інститут фізичної культури.

## Літературна творчість
Писати вірші почав ще у школі. Його першим вчителем і наставником був місцевий вчитель ерзянської мови й літератури, ерзянський народний поет і письменник, автор народного епосу «Сіяжар» Василь Радаєв.
У 1970-і роки Ч. Журавльов почав друкуватись, його вірші російською мовою входили до різних збірок поезій. 1982 року велика добірка віршів Журавльова ерзянською мовою була надрукована в газеті «Ерзянь правда» і в журналі «Сятко» (м. Саранськ). Твори Журавльова друкувалися в колективних збірках, а 1991 року в Мордовському книжковому видавництві вийшла його перша персональна книжка «Сексень цецят» («Осінні квіти»).
Далі Числав Журавльовонь друкується в ерзянських журналах «Чилисема» и «Сятко», в газетах «Ерзянь правда» і «Ерзянь мастор», в самарській обласній газеті «Валдо ойме» та ін. Пише вірші, поеми, оповідання, афоризми, перекладає ерзянською вірші фінських і марійських поетів. Багато ерзянських віршів Журавльова покладені на музику і стали піснями.
Тематичний діапазон лірики поета віддзеркалює радість і тривогу свого часу, надії й сподівання трудової людини, її духовний світ, світ людських стосунків подається в єдності зі світом природи.

### Перелік виданих книжок Числава Журавльова
- «Сёксень цецят» («Осінні квіти»). Саранськ, 1991.
- «Овто латко» («Ведмежий яр»). Саранськ, 1993.
- «Каргонь вайгель» («Голос журавля»). Саранськ, 1995.
- «Валдо ойме» («Світла душа»). Саранськ, 1996.
- «Арсемат ды ёжот» («Думки і почуття»). Саранськ, 1999.
- «Вечкемань теште» («Зірка кохання»). Саранськ, 2000.
- «Кемемань валдо» («Світло надії»). Саранськ, 2001.
- «Арсемань пакся» («Поле думок»). Саранськ, 2003.
- «Седеень вайгель» («Голос серця»). Саранськ, 2004.
- «Каргинеть» («Журавлики»). Саранськ, 2007.
- «Kurekesed» («Журавлики»). Таллін, 2010.
- «Эрямонь юр» («Основа життя»). Саранськ, 2011.
- «Кочказь произведеният» («Вибрані твори»). Саранськ, 2012.
- «Свечение слова» («Світіння слова»). Саранск, 2012.

## Громадська діяльність
Крім літературної діяльності, Числав Журавльовонь бере участь у заходах зі збереження ерзянської мови та культури. У 1989 році він був серед перших організаторів Самарського обласного мордовського національно-культурного товариства «Масторава». Протягом 1990-2002 років вів радіопередачі ерзянською мовою на обласному радіо. За вклад у розвиток радіожурналістики фіно-угорських народів 1999 року Числав Журавльовонь був удостоєний звання лауреата міжнародного конкурсу Товариства Матіаса Кастрена (Фінляндія).
2009 року отримав почесне звання Заслужений поет Республіки Мордовія і був нагороджений Почесною грамотою Державних Зборів цієї республіки. Визнання прийшло до Журавльова і в рідній Самарі. На XIII обласному фестивалі «Масторава» він був нагороджений Почесною грамотою губернатора області.
2013 року Числава Журавльова було обрано делегатом V з'їзду фіно-угорських народів Російської Федерації. Є членом московської регіональної громадської організації «Ерзянь вайгель».